# ماري ميغر
ماري ميغر (Mary T. Meagher) هي لاعبة أولمبية لرياضة السباحة من الولايات المتحدة. شاركت في الأولمبياد الصيفي في 1984–1988، وفازت بما مجموعه 4 ميداليات.

## الميداليات
| ذهب | فضة | برونز | المجموع |
| 3   | 0   | 1     | 4       |

## روابط خارجية
- ماري ميغر على موقع الاتحاد الدولي للسباحة (الإنجليزية)
- ماري ميغر على موقع قاعة مشاهير السباحة العالمية (الإنجليزية)
- ماري ميغر على موقع اللجنة الأولمبية الدولية (الإنجليزية)
- ماري ميغر على موقع أوليمبيديا (الإنجليزية)